# Arrondissement de Bourges
L'arrondissement de Bourges est une division administrative française, située dans le département du Cher et la région Centre-Val de Loire.

## Composition

### Composition avant 2015
- Canton des Aix-d'Angillon
- Canton de Baugy
- Canton de Bourges-1
- Canton de Bourges-2
- Canton de Bourges-3
- Canton de Bourges-4
- Canton de Bourges-5
- Canton de Chârost
- Canton d'Henrichemont
- Canton de Léré
- Canton de Levet
- Canton de Saint-Doulchard
- Canton de Saint-Martin-d'Auxigny
- Canton de Sancergues
- Canton de Sancerre
- Canton de Vailly-sur-Sauldre

### Découpage communal depuis 2015
Depuis 2015, le nombre de communes des arrondissements varie chaque année soit du fait du redécoupage cantonal de 2014 qui a conduit à l'ajustement de périmètres de certains arrondissements, soit à la suite de la création de communes nouvelles. Le nombre de communes de l'arrondissement de Bourges est ainsi de 131 en 2015 et 128 en 2019.
Au 1er janvier 2024, l'arrondissement groupe les 128 communes suivantes :
1. Achères
2. Les Aix-d'Angillon
3. Allogny
4. Annoix
5. Arçay
6. Argenvières
7. Assigny
8. Aubinges
9. Avord
10. Azy
11. Bannay
12. Barlieu
13. Baugy
14. Beffes
15. Belleville-sur-Loire
16. Bengy-sur-Craon
17. Boulleret
18. Bourges
19. Brécy
20. Bué
21. La Chapelle-Montlinard
22. La Chapelle-Saint-Ursin
23. La Chapelotte
24. Charentonnay
25. Chârost
26. Chassy
27. Chaumoux-Marcilly
28. Civray
29. Concressault
30. Couargues
31. Couy
32. Crézancy-en-Sancerre
33. Crosses
34. Dampierre-en-Crot
35. Étréchy
36. Farges-en-Septaine
37. Feux
38. Fussy
39. Gardefort
40. Garigny
41. Groises
42. Gron
43. Henrichemont
44. Herry
45. Humbligny
46. Jalognes
47. Jars
48. Jussy-Champagne
49. Jussy-le-Chaudrier
50. Lapan
51. Léré
52. Levet
53. Lissay-Lochy
54. Lugny-Champagne
55. Lunery
56. Mareuil-sur-Arnon
57. Marmagne
58. Marseilles-lès-Aubigny
59. Menetou-Râtel
60. Menetou-Salon
61. Ménétréol-sous-Sancerre
62. Montigny
63. Morogues
64. Morthomiers
65. Moulins-sur-Yèvre
66. Neuilly-en-Sancerre
67. Neuvy-Deux-Clochers
68. Nohant-en-Goût
69. Le Noyer
70. Osmoy
71. Parassy
72. Pigny
73. Plaimpied-Givaudins
74. Plou
75. Poisieux
76. Précy
77. Primelles
78. Quantilly
79. Rians
80. Saint-Ambroix
81. Saint-Bouize
82. Saint-Caprais
83. Saint-Céols
84. Saint-Doulchard
85. Saint-Éloy-de-Gy
86. Saint-Florent-sur-Cher
87. Sainte-Gemme-en-Sancerrois
88. Saint-Georges-sur-Moulon
89. Saint-Germain-du-Puy
90. Saint-Just
91. Saint-Léger-le-Petit
92. Saint-Martin-d'Auxigny
93. Saint-Martin-des-Champs
94. Saint-Michel-de-Volangis
95. Saint-Palais
96. Saint-Satur
97. Sainte-Solange
98. Sancergues
99. Sancerre
100. Santranges
101. Saugy
102. Savigny-en-Sancerre
103. Savigny-en-Septaine
104. Senneçay
105. Sens-Beaujeu
106. Sévry
107. Soulangis
108. Soye-en-Septaine
109. Le Subdray
110. Subligny
111. Sury-en-Vaux
112. Sury-ès-Bois
113. Sury-près-Léré
114. Thauvenay
115. Thou
116. Trouy
117. Vailly-sur-Sauldre
118. Vasselay
119. Veaugues
120. Verdigny
121. Vignoux-sous-les-Aix
122. Villabon
123. Villegenon
124. Villeneuve-sur-Cher
125. Villequiers
126. Vinon
127. Vorly
128. Vornay

## Démographie
En 2022, l'arrondissement comptait 170 733 habitants.
| 1968    | 1975    | 1982    | 1990    | 1999    | 2006    | 2011    | 2016    | 2021    |
| ------- | ------- | ------- | ------- | ------- | ------- | ------- | ------- | ------- |
| 154 936 | 166 666 | 172 216 | 176 631 | 174 031 | 175 163 | 173 255 | 173 054 | 170 322 |

| 2022    | - | - | - | - | - | - | - | - |
| ------- | - | - | - | - | - | - | - | - |
| 170 733 | - | - | - | - | - | - | - | - |